# FCK Rolling Devils
Die FCK Rolling Devils waren ein Rollstuhlbasketballverein aus Kaiserslautern. Seit 2009 war beim 1. FC Kaiserslautern Rollstuhlbasketball innerhalb der Basketballabteilung angeboten worden. Auf die Ausgliederung als eigene Abteilung beim FCK 2013 folgte 2015 eine eigenständige Vereinsgründung mit dem FCK als Namenssponsor. Die erste Mannschaft der Rolling Devils spielte in den Jahren 2014 bis 2016 in der 1. Bundesliga. 2022 wurde der Verein aufgelöst.

## Geschichte

### 2009 bis 2011: Gründungsphase und Regionalliga
Am 27. September 2009 wurde beim 1. FC Kaiserslautern eine Rollstuhlbasketballmannschaft gegründet und in dessen Basketballabteilung integriert. Zentrale Figuren waren dabei die ehemaligen Nationalspieler Sascha Gergele und Klaus Weber sowie die ehemalige Damennationaltrainerin und damalige U19-Nationaltrainerin Christa Weber. Beginnend mit dem ersten Tryout am 29. September 2009 nahm diese Mannschaft den Trainingsbetrieb auf. Zur Namensgebung als FCK Rolling Devils kam es am 18. Februar 2010.
Mit Beginn der Saison 2010/2011 erfolgte der Einstieg in den Spielbetrieb des Deutschen Rollstuhl-Sportverbands (DRS) auf Ebene der drittklassigen Regionalliga Mitte. Im September 2010 gewann die Mannschaft im Finale gegen die Lux Rollers den Regionspokal Mitte. Damit qualifizierten sich die Rolling Devils für den DRS-Pokal und erreichten dort als einziger Regionalligist das Viertelfinale, wo sie dem Erstligisten Mainhatten Skywheelers unterlagen. In der Regionalliga Mitte errang die Mannschaft nach einem Kopf-an-Kopf-Rennen mit den Lux Rollers während der Saison durch einen Sieg im direkten Aufeinandertreffen am letzten Spieltag verlustpunktfrei die Meisterschaft 2011 und den damit verbundenen Aufstieg in die 2. Bundesliga Süd.

### 2011 bis 2014: Zweite Liga, Europapokal und Abteilungsgründung
Zur Saison 2011/12 verstärkten die FCK Rolling Devils sich unter anderem mit deutschen Juniorennationalspielern und gründeten in der viertklassigen Oberliga Mitte eine zweite Mannschaft. Im DRS-Pokal scheiterte das Team bereits in der Gruppenphase am Rekordmeister USC München, konnte aber die Zweitligasaison als Vizemeister hinter der belgischen Mannschaft Roller Bulls aus Sankt Vith abschließen. Die zweite Mannschaft belegte in der Oberliga Mitte einen Platz im Tabellenmittelfeld.
Auch die Saison 2012/13 brachte im DRS-Pokal das Aus in der Gruppenphase gegen die Mainhatten Skywheelers und im Ligaspielbetrieb eine weitere Vizemeisterschaft, dieses Mal hinter Heidelberg Rolling Chocolate. Die zweite Mannschaft belegte in der Oberliga Mitte erneut einen Mittelfeldplatz.
Ferner nahmen die Rolling Devils als Nachrücker des DRS erstmals am Spielbetrieb der International Wheelchair Basketball Federation (IWBF) teil und belegten in der EuroLeague 3 unter fünf Mannschaften den dritten Platz.
Am 21. März 2013 wurde die Gründung einer eigenständigen Rollstuhlbasketball-Abteilung beschlossen und nach Bestätigung durch den Vereinsrat des 1. FC Kaiserslautern im Dezember 2013 vollzogen.
Vor der Saison 2013/14 hatten die Rolling Devils mehrere Abgänge in Trainerstab und Spielerkader zu verzeichnen, konnten diese aber bis zum Saisonbeginn kompensieren. Noch in der Hinrunde kam es zu einem weiteren Trainerwechsel. Im DRS-Pokal erreichte die Mannschaft zum zweiten Mal das Viertelfinale und schied dort wieder gegen den amtierenden Vizemeister Mainhatten Skywheelers aus. Die Rolling Devils errangen am drittletzten Spieltag mit einem Sieg gegen Verfolger Sabres Ulm vorzeitig die Meisterschaft in der 2. Bundesliga Süd und beendeten im Weiteren die Saison verlustpunktfrei mit dem Aufstieg in die 1. Bundesliga. Mit Mark Beissert (332 Korbpunkte) stellten die Rolling Devils außerdem den Topscorer der Zweitligasaison 2013/14. Die zweite Mannschaft beendete in der Oberliga Mitte die Saison ebenfalls als Meister und stieg in die Regionalliga Mitte auf.

### 2014 bis 2016: Bundesliga und Eigenständigkeit
Zur Saison 2014/15 kam es erneut zu Spielerabgängen unter anderem in die zweite Mannschaft der Devils und für den Erstligakader wurden mehrere Neuzugänge und ein neuer Coach verpflichtet. Im September 2014 richteten die Rolling Devils mit dem Regionspokal Mitte erstmals ein Turnier aus und gewannen dieses mit ihrer teilnehmenden zweiten Mannschaft durch einen Finalsieg gegen die zweite Mannschaft der Trier Dolphins. Dadurch qualifizierten sich die FCK Rolling Devils 2 erstmals für den DRS-Pokal, wo sie in der Gruppenphase gegen den Zweitligisten RSV Lahn-Dill 2 ausschieden. Wie schon in der Vorsaison kam es bei der ersten Mannschaft noch in der Hinrunde zu einem Wechsel im Traineramt. Die erste Mannschaft der Rolling Devils zog zum dritten Mal in ihrer Geschichte ins DRS-Pokalviertelfinale ein, wo sie dem amtierenden Challenge-Cupsieger BG Baskets Hamburg unterlag. Mit einem Sieg gegen Verfolger RBC Köln 99ers sicherten sich die Rolling Devils vier Spieltage vor Saisonende den Klassenerhalt in der Bundesliga und beendeten die Saison mit Platz 7 als bester Aufsteiger seit 2011. Die zweite Mannschaft beendete ihre erste Saison in der Regionalliga mit einer Mittelfeldplatzierung.
Am 16. Juli 2015 kam es zur Ausgliederung der Rolling Devils als eigenständigem Verein mit dem 1. FC Kaiserslautern als Namenssponsor und am 12. Dezember bei der Jahreshauptversammlung des 1. FC Kaiserslautern zur Auflösung der FCK-Abteilung Rolling Devils.
Im August 2015 gerieten die Rolling Devils nach einer Steuerprüfung der Zeit als FCK-Abteilung durch eine hohe Nachzahlung in finanzielle Schwierigkeiten, die jedoch in den darauffolgenden Wochen in Zusammenarbeit mit dem 1. FC Kaiserslautern und der Lebenshilfe Westpfalz e.V. gelöst werden konnten. Als weitere Maßnahme zur finanziellen Konsolidierung trennten sich die Rolling Devils im November von ihrem Trainer.
Für die Saison 2015/16 veränderte sich der Spielerkader durch den Weggang unter anderem von einigen Ergänzungsspielern und die Verpflichtung junger Nationalspieler. Im September 2015 richteten die Rolling Devils erneut mit den Regionspokal Mitte aus, konnten mit ihrer zweiten Mannschaft den Vorjahrestitel jedoch nicht verteidigen. Im DRS-Pokal stieß die erste Mannschaft erneut ins Viertelfinale vor, unterlag dort jedoch dem späteren Deutschen Meister und Pokalsieger RSB Thuringia Bulls aus Elxleben. Am 14. Spieltag erreichten die Rolling Devils mit einem Auswärtssieg beim Aufsteiger aus der 2. Bundesliga Nord, Hannover United den Klassenerhalt in der ersten Bundesliga und beendeten die Saison im Weiteren mit dem siebten Platz. Mit Jake Williams gehörte erstmals ein Rolling Devil zu den Top Ten der besten Bundesliga-Scorer (Platz 4 mit 373 Punkten).

### 2016 bis 2020: Neubeginn in der Regionalliga
Im April 2016 wählten die Rolling Devils einen neuen Vorstand. Im August 2016 gab der Verein den Rückzug seiner ersten Mannschaft aus der Rollstuhlbasketballbundesliga aus finanziellen und sportlichen Gründen und den Neustart mit der zweiten Mannschaft in der Regionalliga Mitte bekannt. Bedingt durch den personellen Umbruch mussten die Devils auf eine Teilnahme am Regionspokal Mitte verzichten, konnten aber die Saison mit einem dritten Tabellenplatz erfolgreich abschließen. Für die Saison 2016/17 setzen die Rolling Devils ihre personelle Neuausrichtung durch Verpflichtung von Spielern aus der Region fort. Sie nahmen auch wieder am Regionspokal teil und belegten dort den dritten Platz. In der umstrukturierten Regionalliga wurde die Saison mit einem weiteren dritten Platz abgeschlossen. In der Saison 2018/19 schieden die Devils zwar im Regionspokal bereits in der Gruppenphase aus, errangen dafür aber in der Liga souverän die Meisterschaft. Das damit verbundene Aufstiegsrecht in die 2. Bundesliga Süd nahmen sie jedoch aus finanziellen Gründen nicht wahr und spielten auch in der Saison 2019/20 in der Regionalliga Mitte. Diese Saison wurde aufgrund der COVID-19-Pandemie vorzeitig abgebrochen und die Devils belegten mit weniger absolvierten Spielen als die Konkurrenz Platz 4.

### 2020 bis 2022: Inaktivität und Auflösung
Die COVID-19-Pandemie führte auch zu einem derart massiven Rückgang der Sponsorengelder, dass die FCK Rolling Devils für die Saison 2020/21 auf die Meldung einer Mannschaft verzichten mussten. Auch in der kommenden Saison kam es nicht zu einer Neuaufnahme des Trainings- und Spielbetriebs. Im Oktober 2022 wurde der Verein aufgelöst und aus dem Vereinsregister Rheinland-Pfalz ausgetragen.

## Erfolge

### Rolling Devils 1
- Sieger Regionspokal Mitte 2010
- Meister Regionalliga Mitte 2011
- Meister 2. Bundesliga Süd 2014
- Meister Regionalliga Mitte 2019

### Rolling Devils 2
- Meister Oberliga Mitte 2014
- Sieger Regionspokal Mitte 2014

## Saisonstatistik
| Saison  | Liga                 | Platz (Teams) | S  | U | N  | Punkte | Körbe     | Nationale Pokalwettbewerbe                    | Internationale Wettbewerbe |
| ------- | -------------------- | ------------- | -- | - | -- | ------ | --------- | --------------------------------------------- | -------------------------- |
| 2010/11 | Regionalliga Mitte   | 1 (8)         | 14 | 0 | 0  | 28:0   | 1228:428  | Regionspokal: Sieger DRS-Pokal: Viertelfinale |                            |
| 2011/12 | 2. Bundesliga Süd    | 2 (8)         | 11 | 0 | 3  | 22:6   | 961:767   | DRS-Pokal: Gruppenphase                       |                            |
| 2012/13 | 2. Bundesliga Süd    | 2 (8)         | 10 | 0 | 4  | 20:8   | 908:764   | DRS-Pokal: Gruppenphase                       | IWBF EuroLeague 3: Platz 3 |
| 2013/14 | 2. Bundesliga Süd    | 1 (8)         | 14 | 0 | 0  | 28:0   | 1050:692  | DRS-Pokal: Viertelfinale                      |                            |
| 2014/15 | 1. Bundesliga        | 7 (10)        | 6  | 0 | 12 | 12:24  | 1042:1195 | DRS-Pokal: Viertelfinale                      |                            |
| 2015/16 | 1. Bundesliga        | 7 (10)        | 7  | 0 | 11 | 14:22  | 1206:1300 | DRS-Pokal: Viertelfinale                      |                            |
| 2016/17 | 1. Bundesliga        | 10 (10)       | 0  | 0 | 0  | 0:0    | 0:0       |                                               |                            |
| 2016/17 | Regionalliga Mitte*  | 3 (11)        | 15 | 0 | 5  | 30:10  | 1082:763  |                                               |                            |
| 2017/18 | Regionalliga Mitte   | 3 (7)         | 11 | 0 | 5  | 22:10  | 952:817   |                                               |                            |
| 2018/19 | Regionalliga Mitte   | 1 (7)         | 16 | 0 | 2  | 32:4   | 986:801   |                                               |                            |
| 2019/20 | Regionalliga Mitte** | 4(11)         | 7  | 0 | 4  | 14:8   | 488:459   |                                               |                            |

(grün unterlegt: Meisterschaft und Aufstieg, blau unterlegt: Meisterschaft, rot unterlegt: Abstieg)
*: FCK Rolling Devils 2
**: Saison vorzeitig beendet

## Führung

### Management
| Name           | Zeitraum       | Zeitraum      | Position                                                  |
| Name           | von            | bis           | Position                                                  |
| -------------- | -------------- | ------------- | --------------------------------------------------------- |
| Christa Weber  | September 2009 | März 2013     | Vorstandsvorsitz (innerhalb von FCK-Abteilung Basketball) |
| Sascha Gergele | März 2013      | November 2014 | Abteilungsleitung FCK Rolling Devils                      |
| Thomas Lorenz  | November 2014  | Dezember 2015 | Abteilungsleitung FCK Rolling Devils                      |
| Thomas Lorenz  | Juli 2015      | April 2016    | Vereinsvorsitz FCK Rolling Devils                         |
| Sascha Gergele | April 2016     | Oktober 2022  | Vereinsvorsitz FCK Rolling Devils                         |

### Trainer
| Name                 | Nationalität  | Zeitraum       | Zeitraum      | Vertragsende      |
| Name                 | Nationalität  | von            | bis           | Vertragsende      |
| -------------------- | ------------- | -------------- | ------------- | ----------------- |
| Christa Weber        | Deutsche      | September 2009 | März 2013     | Rücktritt         |
| Sven Nürnberger      | Deutscher     | April 2013     | November 2013 | Entlassung        |
| Sebastian Spitznagel | Deutscher     | November 2013  | Juli 2014     | Vertragsende      |
| Manfred Mikschy      | Deutscher     | August 2014    | Oktober 2014  | Rücktritt         |
| Sascha Gergele       | Deutscher     | Oktober 2014   | November 2014 | Interimstrainer   |
| Clifford Fisher      | US-Amerikaner | November 2014  | November 2015 | Vertragsauflösung |
| Paul James Capasso   | US-Amerikaner | November 2015  | März 2016     | Vertragsende      |
| Sascha Gergele       | Deutscher     | April 2016     | März 2018     | Vertragsende      |
| Robin Kaltenbach     | Deutscher     | April 2018     | Mai 2020      | Vertragsende      |

## Bedeutende Spieler und Trainer

### Bedeutende Spieler

#### Ehemalige
- Serdar Antac (, 2013–2015): Deutscher Meister[61] 2003, Willi-Brinkmann-Cup-Sieger 2001, Türkischer Meister 2006, 2007, 2008 und 2009, Champions-Cup-Sieger 2008 und 2009, Kitakyushu-Champions-Cup-Sieger 2008 und 2009, Europameister (B-Gruppe) 2006
- Janic Binda (, 2014–2016): Schweizer Meister 2009, 2010, 2011, 2012, 2013 und 2014, Schweizer Cup-Sieger 2009, 2010, 2011, 2012, 2013 und 2014, Schweizer Nationalspieler
- Nico Dreimüller (, 2011–2013): Deutscher Meister (U19) 2013, Weltmeister (U23) 2013,[62] Deutscher Meister 2015 und 2017, DRS-Pokalsieger 2015, 2017 und 2018, Champions-Cup-Sieger 2015, deutscher Nationalspieler
- Paul James Capasso (, 2014–2016): US-Meister 1993, 1995 und 2004, André-Vergauwen-Cup-Sieger 2014,[63] US-Nationalspieler
- Pieter Dries (, 2013–2015): Europameister (B-Gruppe) 2008, belgischer Pokalsieger 2016
- Sascha Gergele (, 2009–2019): Deutscher Meister 2003, Willi Brinkmann Cup-Sieger 2001, deutscher Nationalspieler
- Philipp Häfeli (, 2014–2015): Schweizer Meister 2010, 2011 und 2012, Schweizer Cup-Sieger 2010, 2011 und 2012, Deutscher Meister 2017, deutscher Pokalsieger 2017 und 2018, Schweizer Nationalspieler
- Matthias Heimbach (, 2013–2016): DRS-Pokalsieger 2008, Deutscher Meister 2009, Champions-Cup-Finalist 2010, Vizeeuropameister 2011, deutscher Nationalspieler
- Lukas Jung (, 2009–2013): Deutscher Meister (U19) 2011 und 2013, Weltmeister (U23) 2013
- Juliana Kromberg (, 2009–2014): Deutsche Meisterin (Frauen) 2011, 2012 und 2016
- Kai Möller (, 2015–2016): Italienischer Meister 2013, italienischer Pokalsieger 2013, DRS-Pokalsieger 2018, Europameister (U22) 2012, Weltmeister (U23) 2013, deutscher Nationalspieler
- Paul Nikolaus (, 2009–2015): Deutscher Meister (U22) 2011
- Sebastian Spitznagel (, 2010–2014): Deutscher Meister 2003, deutscher Nationalspieler
- Klaus Weber (, 2009–2013): Deutscher Meister 1994 und 2003, DRS-Pokalsieger 1993, Willi-Brinkmann-Cup-Sieger 2001, deutscher Nationalspieler
- Thomas Wiest (, 2011–2012): Europameister (U22) 2012
- Jacob Michael Williams (, 2015–2016): US-Meister 2015, Pan-American-Games-Sieger 2015, Deutscher Meister 2018, 2019 und 2020, DRS-Pokalsieger 2019, Champions-Cup-Sieger 2018, US-Nationalspieler
- Ryan Michael Wright (, 2015–2016): US-College-Meister 2013

### Bedeutende Trainer
- Christa Weber (, 2009–2013): Deutscher Meister 1994, 1997 und 2003, DRS-Pokalsieger 1993, Willi-Brinkmann-Cup-Sieger 2001, Trainerin deutsche Damennationalmannschaft, Trainerin deutsche Damennationalmannschaft (U 19)
- Clifford Fisher (, 2014–2015): Italienischer Meister 2004, 2009 und 2010, italienischer Pokalsieger 2004, 2007 und 2010, Italienischer Supercupgewinner 2008, Türkischer Meister 2011, André-Vergauven-Cup-Sieger 2004, Willy-Brinkmann-Cup-Sieger 2008, Europameister mit Italien 2003 und 2005, Trainer italienische Nationalmannschaft, Trainer italienische Nationalmannschaft (U 22), Trainer belgische Nationalmannschaft
- Paul James Capasso (, 2015–2016): André-Vergauwen-Cup-Sieger 2014[64]

## Sonstiges

### Namensgebung
Die Namensgebung des Vereins war geprägt durch das Öffentlichkeitsbild des 1. FC Kaiserslautern. Der Name Rolling Devils ist eine Anlehnung an den Spitznamen Die Roten Teufel für die Fußballmannschaft des Gesamtvereins und ähnlich wie die FCK-Profifußballer hatten die Rollstuhlbasketballer seit 2012 einen Teufel als Maskottchen mit dem Namen Deiwel, dem pfälzischen Idiom für Teufel. Identisch zum Fritz-Walter-Stadion im Fußball wurde die Spielstätte der Rolling Devils als Hölle bezeichnet, das zu Heimspieltagen erscheinende Magazin trug den Namen Inferno, das traditionelle Einzugslied der Mannschaft war Hells Bells und ab 2013 war der eigens komponierte Titel In der Hölle der offizielle Devils-Song.

### Spiel- und Trainingsstätten
Die Mannschaften der FCK Rolling Devils absolvierten ihre Heimspiele bis zur Saison 2013/14 in der Sporthalle der Technischen Universität Kaiserslautern. Dort findet auch das freie Training der Rolling Devils 2 und der Nachwuchsspieler statt. Mit Beginn der Saison 2014/15 werden die Heimspiele in der Turnhalle der Schillerschule ausgetragen. Dort findet seit dem Jahreswechsel 2013/14 auch der Trainingsbetrieb der ersten Mannschaft statt, der vorher in der Turnhalle der Grundschule auf dem Betzenberg angesiedelt war. Von Juni 2014 bis April 2016 kooperierten die Rolling Devils mit dem Fußballklub DJK SG Eintracht Kaiserslautern und nutzten deren Vereinsheim mit.

### Zuschauer und Fankultur

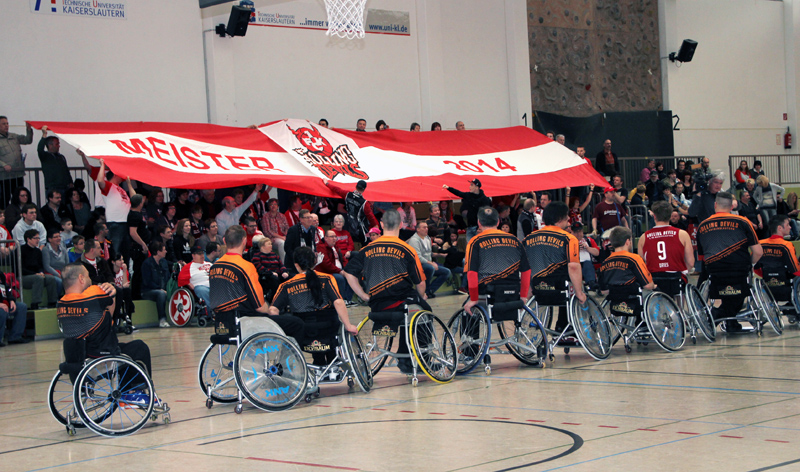
Choreographie der Rolling Devils Supporters zur Zweitligameisterschaft 2014

Von 2012 bis 2016 empfingen die Rolling Devils durchschnittlich mehr als 250 Zuschauer zu ihren Heimspielen und zählten damit zu den meistbesuchten Teams im deutschen Rollstuhlbasketball. Der Rollstuhlbasketball beim 1. FC Kaiserslautern weist eine deutliche Nähe zum Fußballbereich des Vereins auf: der seit 2012 bestehende inoffizielle Fanklub Rolling Devils Supporters überschneidet sich personell mit Fußballfangruppen und die Fankultur ist durch Stilelemente aus dem Fußballumfeld geprägt. Nach ihrem Zweitligaaufstieg 2011 wurden die Rolling Devils von Heidelberg Rolling Chocolate zum Erzrivalen erklärt. Seit dem Jahr 2013 bestand eine für den Rollstuhlbasketball untypische Fanfreundschaft zwischen den Rolling Devils und den Trier Dolphins.

### Medienpräsenz
Seit Juli 2009 betrieben die Rolling Devils ihre Internetpräsentation und seit September 2009 eine Facebook-Präsenz, die zu den populärsten Facebook-Seiten im deutschen Rollstuhlbasketball gehörte. Von 2014 bis 2016 betrieben die Devils als einer von wenigen deutschen Rollstuhlsportvereinen über einen eigenen YouTube-Kanal. Von 2014 bis 2016 waren die Rolling Devils auch auf Twitter aktiv.

### Auszeichnungen
Im Jahr 2011 wurden die FCK Rolling Devils für ihr soziales Engagement mit dem vom Deutschen Olympischen Sportbund vergebenen Stern des Sports in Bronze ausgezeichnet. 2013 erhielten sie für bürgerschaftliches Engagement von Menschen mit und ohne Behinderung den Brückenpreis des Landes Rheinland-Pfalz. Bei der Rheinpfalz-Sportlerwahl in Kaiserslautern wurden die Rolling Devils zur Mannschaft des Jahres 2013 und 2014 gewählt. 2014 zeichnete der 1. FC Kaiserslautern Sascha Gergele in Anerkennung seiner Leistungen für die FCK Rolling Devils mit der Verdienstnadel in Bronze aus. Bei der Rheinpfalz-Sportlerwahl in Kaiserslautern wurde Devils-Kapitän Matthias Heimbach zum Sportler des Jahres 2015 gewählt.

### Trivia
Im September 2012 nahm der damalige FCK-Fußballprofi Mohamadou Idrissou am Training der Rolling Devils teil. Seit März 2013 sind die Rolling Devils mit Exponaten in der Dauerausstellung des FCK-Museums im Fritz-Walter-Stadion vertreten.